# Asakaze (tàu khu trục Nhật) (1922)
Asakaze (tiếng Nhật: 朝風) là một tàu khu trục hạng nhất, thuộc lớp Kamikaze của Hải quân Đế quốc Nhật Bản bao gồm chín chiếc, được chế tạo sau khi Chiến tranh Thế giới thứ nhất kết thúc. Rất hiện đại vào lúc đó, những con tàu này đã phục vụ như những tàu khu trục hàng đầu trong những năm 1930, nhưng được xem là đã lạc hậu vào lúc Chiến tranh Thái Bình Dương nổ ra. Ngoài một vài trận chiến, Asakaze hầu như chỉ sử dụng trong vai trò tuần tra và hộ tống cho đến khi bị tàu ngầm Mỹ đánh chìm phía Tây Nam mũi Bolinao, Luzon, Philippines vào ngày 24 tháng 8 năm 1944.

## Thiết kế và chế tạo
Việc chế tạo lớp tàu khu trục cỡ lớn Kamikaze được chấp thuận như một phần của Chương trình phát triển Hạm đội 8-4 trong năm tài chính 1921–1923 dành cho Hải quân Đế quốc Nhật Bản. Thiết kế của chúng là sự tiếp nối của lớp Minekaze trước đó, vốn chia sẻ nhiều đặc tính thiết kế chung. Được chế tạo tại xưởng đóng tàu của hãng Mitsubishi tại Nagasaki, Asakaze được đặt lườn vào ngày 16 tháng 2 năm 1922, được hạ thủy vào ngày 8 tháng 12 năm 1922 và được đưa ra hoạt động vào ngày 16 tháng 6 năm 1923. Ban đầu được dự định đặt tên là Karukaze (tiếng Nhật: 軽風), khi đưa vào hoạt động nó chỉ được gọi đơn giản là "Tàu khu trục số 3" (第三駆逐艦, Dai-3 Kuchikukan) trước khi được đặt tên Asakaze vào ngày 1 tháng 8 năm 1928.

## Lịch sử hoạt động
Vào lúc xảy ra cuộc tấn công Trân Châu Cảng, Asakaze nằm trong thành phần Hải đội Khu trục 5 thuộc Phân hạm đội Khu trục 5 của Hạm đội 3 Hải quân Đế quốc Nhật Bản, và được bố trí từ Quân khu Bảo vệ Mako tại quần đảo Pescadores trong thành phần của lực lượng Nhật Bản tham gia trận Philippines, trong đó nó giúp hỗ trợ cho cuộc đổ bộ của lực lượng Nhật Bản lên vịnh Lingayen.
Vào đầu năm 1942, Asakaze được giao nhiệm vụ hộ tống các tàu chở binh lính đến Singora, Mã Lai và Đông Dương. Được phân về lực lượng chiếm đóng Java, nó đã tham gia trận chiến eo biển Sunda vào ngày 1 tháng 3 năm 1942. Trong trận này, nó đã phóng ngư lôi nhắm vào tàu tuần dương hạng nhẹ HMAS Perth (D29) và tàu tuần dương hạng nặng USS Houston (CA-30).
Từ ngày 10 tháng 3 năm 1942, Asakaze cùng Hải đội Khu trục 5 được tái bố trí đến Hạm đội Khu vực Tây Nam và hộ tống các tàu chở binh lính từ Singapore đến Penang và Rangoon, cũng như hỗ trợ cho cuộc đổ bộ lực lượng Nhật Bản lên quần đảo Nicobar vào ngày 11 tháng 6. Từ cuối tháng 7 năm 1942 đến tháng 2 năm 1943, Asakaze được giao nhiệm vụ tuần tra giữa Ambon và Timor tại Đông Ấn thuộc Hà Lan. Đến cuối tháng 2, Asakaze đặt căn cứ ngoài khơi Sài Gòn, và được phân công hộ tống các đoàn tàu vận tải đi đến Cao Hùng thuộc Đài Loan và Moji, Kyūshū. Nó được tái trang bị tại Xưởng hải quân Sasebo vào cuối tháng 5, rồi lại tiếp nối vai trò hộ tống các đoàn tàu vận tải đến Saipan và Manila cho đến tháng 8 năm 1944.
Vào ngày 24 tháng 8 năm 1944, Asakaze rời Cao Hùng hộ tống một đoàn tàu vận tải đi đến Manila khi nó trúng phải ngư lôi phóng từ tàu ngầm Mỹ Haddo. Nó được kéo bởi tàu chở dầu Nijō Maru, một chiếc trong thành phần của đoàn tàu vận tải, nhưng nó vẫn bị chìm cách 32 km về phía Tây Nam mũi Bolinao, Luzon, Philippines ở tọa độ 16°6′B 119°44′Đ / 16,1°B 119,733°Đ.
Asakaze được rút khỏi danh sách Đăng bạ Hải quân vào ngày 10 tháng 10 năm 1944.

## Danh sách thuyền trưởng
- Trung tá Yasukitsu Kitagawa (sĩ quan trang bị trưởng): 1 tháng 4 năm 1923 - 16 tháng 6 năm 1923
- Trung tá Yasukitsu Kitagawa: 16 tháng 6 năm 1923 - 15 tháng 10 năm 1923
- Không rõ: 15 tháng 10 năm 1923 - 20 tháng 1 năm 1925
- Thiếu tá Ozawa Jisaburo: 20 tháng 1 năm 1925 - 1 tháng 12 năm 1925
- Thiếu tá Genji Wakagi: 1 tháng 12 năm 1925 - 1 tháng 12 năm 1927
- Trung tá Kenzaburo Hara: 1 tháng 12 năm 1927 - 1 tháng 3 năm 1928
- Lực lượng dự bị: 1 tháng 3 năm 1928 - 1 tháng 12 năm 1928
- Thiếu tá Minbu Sakano: 1 tháng 12 năm 1928 - 1 tháng 11 năm 1929
- Thiếu tá Masamao Ofuji: 1 tháng 11 năm 1929 - 1 tháng 12 năm 1931
- Thiếu tá Minbu Sakano: 1 tháng 12 năm 1931 - 21 tháng 2 năm 1932
- Lực lượng dự bị: 21 tháng 2 năm 1932 - 15 tháng 9 năm 1932
- Thiếu tá Shakao Sakiyama: 15 tháng 9 năm 1932 - 30 tháng 9 năm 1933
- Thiếu tá Kaneto Murayasu: 30 tháng 9 năm 1933 - 20 tháng 8 năm 1934
- Thiếu tá Yasumasa Watanabe: 20 tháng 8 năm 1934 - 15 tháng 11 năm 1934
- Thiếu tá Shogo Narahara: 15 tháng 11 năm 1934 - 31 tháng 10 năm 1935
- Thiếu tá Minoru Yokoi: 31 tháng 10 năm 1935 - 1 tháng 12 năm 1936
- Thiếu tá Zenji Ichimon: 1 tháng 12 năm 1936 - 1 tháng 12 năm 1937
- Thiếu tá Risaku Hayashi: 1 tháng 12 năm 1937 - 15 tháng 10 năm 1940
- Thiếu tá Hiroshi Uwai: 15 tháng 10 năm 1940 - 10 tháng 9 năm 1941
- Thiếu tá Shozou Michiki: 10 tháng 9 năm 1941 - 20 tháng 10 năm 1942
- Thiếu tá Tokuta Nishimura: 20 tháng 10 năm 1942 - 27 tháng 1 năm 1944
- Đại úy Osamu Yamaguchi: 27 tháng 1 năm 1944 - 24 tháng 8 năm 1944

### Sách
- Brown, David (1990). Warship Losses of World War Two. Naval Institute Press. ISBN 155750914X.
- Dull, Paul S. (1978). A Battle History of the Imperial Japanese Navy, 1941–1945. Naval Institute Press. ISBN 0870210971.
- Howarth, Stephen (1983). The Fighting Ships of the Rising Sun: The Drama of the Imperial Japanese Navy, 1895–1945. Atheneum. ISBN 0689114028.
- Jentsura, Hansgeorg (1976). Warships of the Imperial Japanese Navy, 1869–1945. US Naval Institute Press. ISBN 087021893X.
- Whitley, M. J. (2000). Destroyers of World War Two: An International Encyclopedia. London: Arms and Armour Press. ISBN 1854095218.
- Watts, Anthony J. (1967). Japanese Warships of World War II. Doubleday. OCLC 1344405.